# Eartham Pit
Amey's Eartham Pit, ook bekend als de Boxgrove Quarry, is een vroegpaleolithische archeologische site in een voormalige en deels als stortplaats gebruikte zand- en kiezelgroeve bij de plaats Boxgrove in het Engelse graafschap West Sussex. Een deel is aangewezen als 
Site of Special Scientific Interest (locatie van bijzondere wetenschappelijke waarde).

## Locatie
De site is gelegen in een terrein met een bedekte kalkstenen klip welke uitkeek over een ongeveer 1 km brede kustvlakte met een drinkplaats. De site is om meerdere redenen van belang, zoals de mate van behoud van oude landoppervlakten, de omvang van het paleo-landschap welke zich met meer dan 26 km breedte tot ver buiten de groeve uitstrekt, de grote hoeveelheid aan goed bewaarde dierlijke beenderen, de vele vuurstenen artefacten, en de menselijke resten welke behoren tot de oudste tot dusver in Europa gevonden.
Delen van het complex werden tussen 1982 en 1996 onderzocht door een team onder leiding van Mark Roberts van het Archeologisch Instituut van het University College London. De opgravingen begonnen in 1982, waarbij stenen werktuigen met een leeftijd van ±500.000 jaar werden gevonden, indertijd het oudste bewijs voor menselijke bewoning op de Britse Eilanden. Sindsdien werden er nog 700.000 jaar oude werktuigen gevonden bij Pakefield en 800.000 jaar oude bij Happisburgh. Boxgrove blijft echter van bijzonder belang wegens de vondsten in 1993 en 1996 van 500.000 jaar oude menselijke fossielen, de oudste menselijke resten tot nu toe in het Verenigd Koninkrijk gevonden.

## Vondsten

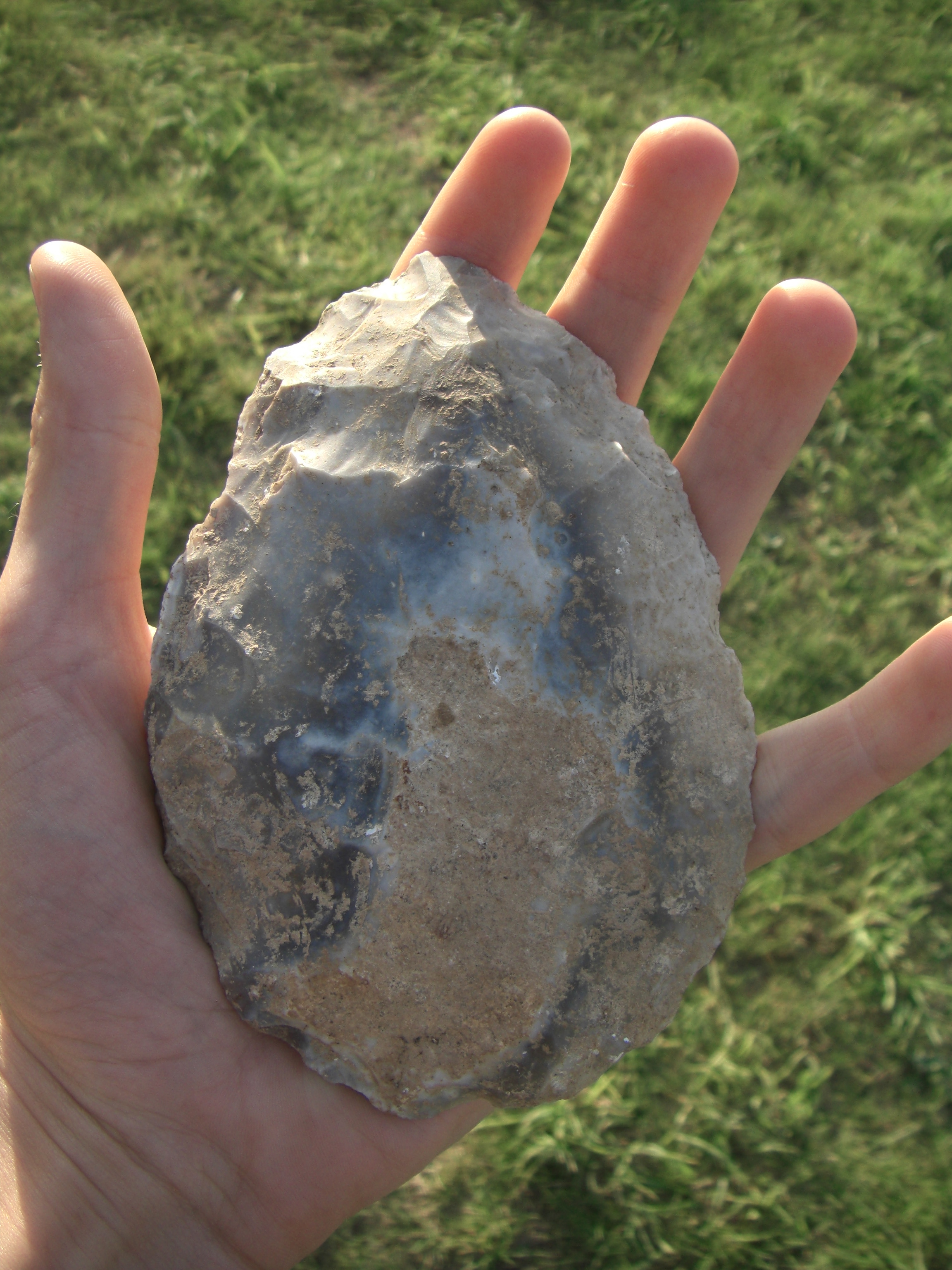
vuistbijl

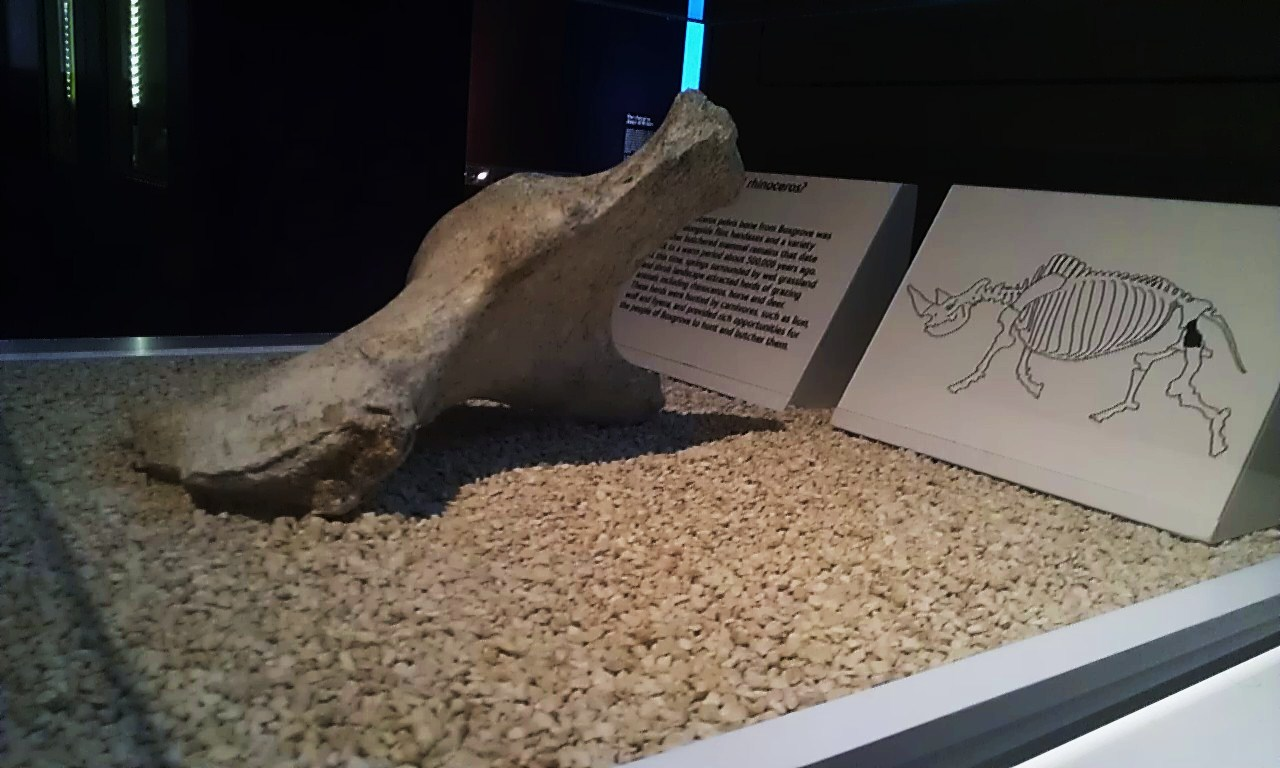
neushoornbot met slachtsporen

De combinate van beenderen, stenen werktuigen en de geologie van het landschap geven een zeer volledig beeld van de kustvlakte zoals deze een half miljoen jaren geleden bestond.
Onder de gevonden artefacten bevonden zich 400 Acheuléen-vuistbijlen, schrabbers en een grote hoeveelheid afslagresten. Het gebruikte vuursteen was in de plaatselijke kalkklippen ruim voorhanden.
Meerdere dierlijke fossielen zijn de oudst gevonden exemplaren van hun soort, zoals een vleugelbot van de reuzenalk gevonden in 1989. Sommige van de beenderen vertonen sporen van snijwerktuigen, en sommige van de stenen werktuigen tonen sporen welke duiden op het snijden van vlees. Dit geeft aan dat de vroege bewoners van de Britse Eilanden de locatie gebruikten om dieren te slachten. Vergelijkingen met etnografische en experimentele voorbeelden tonen dat de dieren vakkundig geslacht werden.
Waarschijnlijk werden deze vroege mensen aangetrokken door de grote verscheidenheid aan dieren in het gebied. Beenderen van onder andere wolven, holenberen, nertsen, edelherten, neushoorns (Stephanorhinus hundsheimensis, Stephanorhinus megarhinus) bizons, bevers, vogels en vele kleinere dieren zijn gevonden. Bewijzen voor jacht zijn er echter nauwelijks, slechts een halfcirkelvormig gat in een schouderblad van een paard welke van een projectiel afkomstig zou kunnen zijn. Eenduidig jachtgerei is niet gevonden. De tot nu toe oudste bewijzen voor menselijk jagen zijn de speren van Schöningen in Duitsland van 300.000 jaar geleden, en er wordt meestal van uitgegaan dat vroegere mensen eerder aaseters dan jagers waren.

### Boxgrovemens

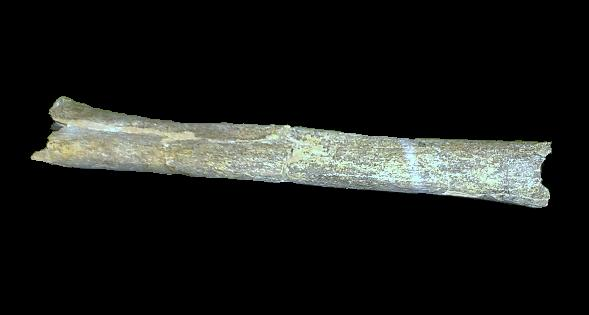
scheenbeen

Menselijke resten werden voor het eerst op de locatie gevonden in 1993. Deze bestonden uit delen van het scheenbeen van een man of vrouw van rond de 40 jaar, 1,8 m lang en 89 kg zwaar. Gezien de ouderdom worden deze toegeschreven aan Homo heidelbergensis. Beide uiteinden vertonen tekenen van knagen, mogelijk door een wolf. Het fossiel wordt gedateerd op ca. een half miljoen jaar oud en zou het oudste menselijke fossiel zijn dat ooit in Brittannië werd ontdekt. 
In 1995 werden twee snijtanden van een ander individu gevonden. Deze tonen tekenen van ernstige parodontitis en snijsporen van stenen werktuigen. Eerder dan aan kannibalisme worden deze toegeschreven aan het gebruik van vuurstenen werktuigen nabij de mond.